# Ponana reservanda
Ponana reservanda är en insektsart som beskrevs av Fowler 1903. Ponana reservanda ingår i släktet Ponana och familjen dvärgstritar. Inga underarter finns listade i Catalogue of Life.